# L'amore è una cosa semplice (singolo)
L'amore è una cosa semplice è un singolo del cantautore italiano Tiziano Ferro, pubblicato il 30 novembre 2012 come sesto estratto dall'omonimo album.

## Descrizione
L'amore è una cosa semplice è un brano in cui l'artista parla di sé, del suo passato e di una persona per cui prova amore, incrociando i tre argomenti lungo le strofe e i ritornelli. Il titolo gli è stato suggerito al termine dell'estate 2010, mentre in un bar di Londra una ragazza, raccontandosi, disse l'amore è una cosa semplice: la frase illuminò e fece riflettere l'artista. Sul brano, lui stesso ha affermato su Facebook:
 Nel suo libro pubblicato a febbraio 2011 ha spiegato inoltre:

### Versioni
Nel 2012 il brano è stato registrato in una versione italo-tedesca con il titolo Liebe ist einfach/L'amore è una cosa semplice in duetto con la cantautrice R&B tedesca Cassandra Steen. È stato pubblicato come singolo apripista delle edizioni austriaca e tedesca dell'omonimo album.
Nello stesso anno è stato inoltre tradotto in lingua spagnola e registrato sia in versione solista che in versione duetto con la cantante spagnola Malú, con il titolo El amor es una cosa simple. Quest'ultima versione è stata pubblicata come singolo per anticipare l'uscita dell'album omonimo per la Spagna.

### Dal vivo

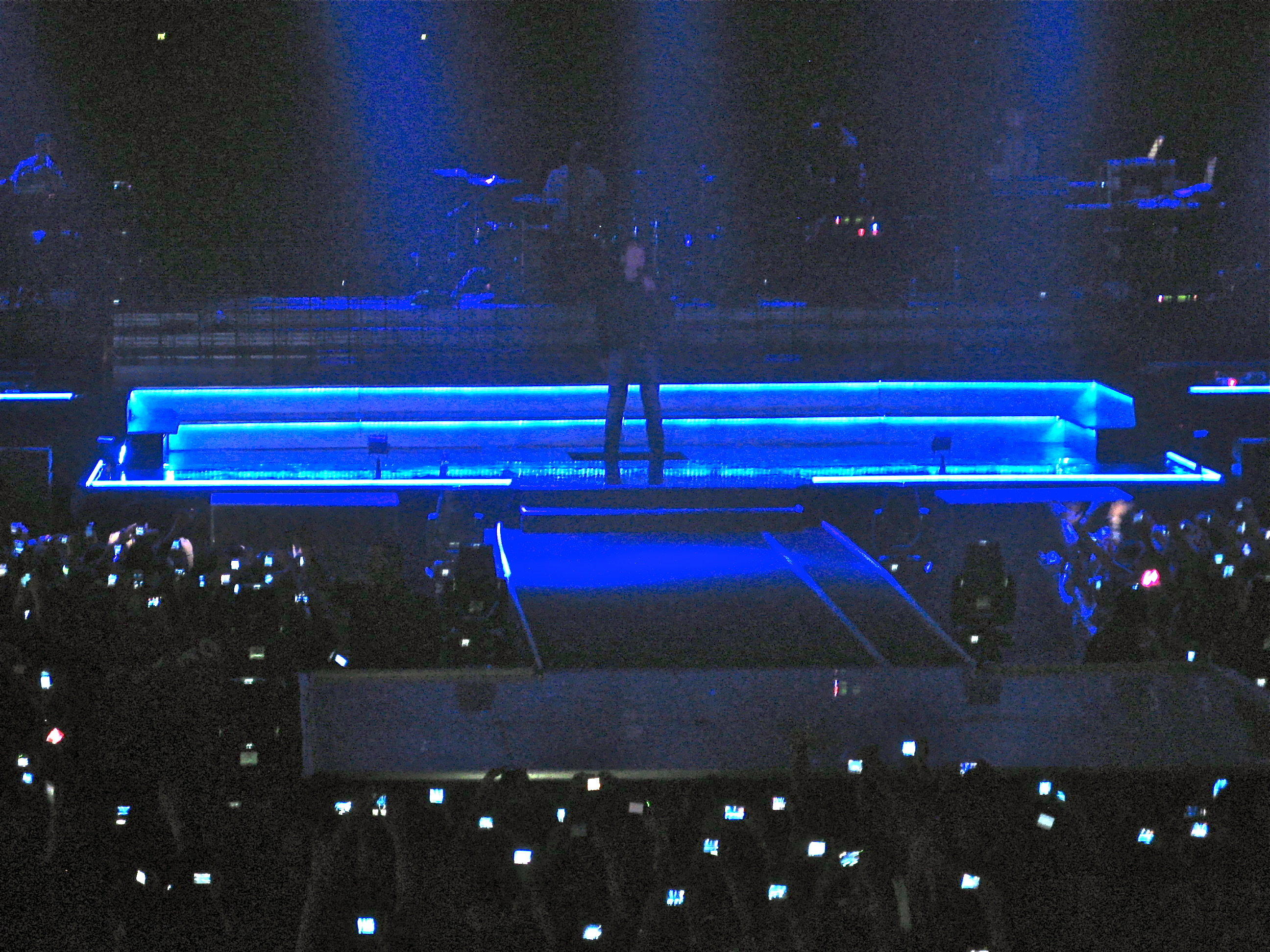
Tiziano Ferro mentre sale dal centro del palco iniziando a cantare il brano, al PalaVerde di Villorba il 7 maggio 2012

Tiziano Ferro ha interpretato per la prima volta il brano in pubblico presso il programma televisivo Che tempo che fa il 25 novembre 2011, tre giorni prima dell'uscita dell'album. Il 3 gennaio 2012, il canale televisivo Rai 2 ha dedicato al cantautore l'intero programma Tiziano Ferro sul 2, nel quale Ferro, insieme a vari colleghi, espone il suo nuovo disco e lo racconta; quando la giornalista gli chiede di parlare del brano L'amore è una cosa semplice il cantante si commuove.
La canzone è stata inoltre scelta da Ferro per aprire tutte le tappe de L'amore è una cosa semplice Tour 2012.

## Video musicale
Il videoclip è stato diretto dal regista Fabio Jansen e contiene un misto di inquadrature tra Tiziano Ferro, girate a marzo 2012 in una villa di Milano, ed immagini tratte dal film L'amore è imperfetto dello stesso anno, di cui il brano è colonna sonora.
Il 26 novembre 2012 viene reso disponibile il videoclip sul canale YouTube di Ferro, mentre il giorno dopo il dietro le quinte attraverso il sito di TGcom24.

## Apparizioni
Nel 2012 L'amore è una cosa semplice, insieme a TVM (ti voglio male), è stato inserito nella colonna sonora del film L'amore è imperfetto. L'anno successivo è invece stato incluso nella raccolta Wind Music Awards 2013, mentre nel 2015 nella raccolta Love 2015 di Radio Italia.

## Classifiche
| Classifica (2011) | Posizione massima |
| ----------------- | ----------------- |
| Italia            | 9                 |

## Liebe ist einfach/L'amore è una cosa semplice
Nel mese di marzo 2012, L'amore è una cosa semplice è stato registrato nuovamente in una versione italo-tedesca e ridenominato Liebe ist einfach/L'amore è una cosa semplice. A questa versione ha partecipato vocalmente la cantautrice R&B tedesca Cassandra Steen, la quale ha curato anche parte del testo in lingua tedesca.
Il brano viene pubblicato in una nuova versione dell'album L'amore è una cosa semplice uscita in Austria e Germania ed estratto come primo singolo il 13 aprile 2012.

In un'intervista con entrambi gli artisti dell'aprile 2012, Ferro ha dichiarato:
 Nella stessa occasione, Cassandra Steen ha affermato:
Tiziano Ferro e Cassandra Steen hanno eseguito il brano per la prima volta dal vivo il 25 maggio 2012 allo ZDF-Fernsehgarten, evento musicale nazionale organizzato dall'emittente televisiva tedesca ZDF.

### Tracce
Download digitale
1. Liebe ist einfach/L'amore è una cosa semplice (feat. Cassandra Steen) – 4:04

## El amor es una cosa simple
Nel mese di gennaio 2012 L'amore è una cosa semplice è stato tradotto in lingua spagnola da Mónica Vélez con il titolo El amor es una cosa simple ed inserita nell'album omonimo pubblicato in America Latina.
Due mesi più tardi, Tiziano Ferro ha rivelato che El amor es una cosa simple era stato registrato nuovamente, questa volta in duetto con la cantante spagnola Malú. Il brano è stato successivamente pubblicato in una nuova versione di El amor es una cosa simple pubblicata in Spagna ed estratto come singolo il 21 agosto 2012.

### Video musicale
Nei primi mesi estivi del 2012 sono state pubblicate alcune immagini dal set del videoclip; il 6 agosto è stato pubblicato un trailer del video della durata di mezzo minuto in cui viene rivelata la data di uscita del singolo in Spagna, fissata al 21 agosto 2012. In quest'ultima data il videoclip è stato reso disponibile per la visione sul canale YouTube del cantautore in Spagna, mentre dal 25 settembre dello stesso anno è stato reso disponibile nel resto del mondo.
Diretto dal regista Fabio Jansen e girato a marzo 2012 presso una villa di Milano, il video mostra i due artisti sempre singolarmente tra gli interni e i giardini, sino al termine in cui si incontrano sorridenti. Il relativo dietro le quinte del video è stato reso disponibile a partire dal 2 settembre dello stesso anno sul canale YouTube di Tiziano Ferro.

### Tracce
Download digitale
1. Tiziano Ferro y Malú – El amor es una cosa simple – 4:02

### Classifiche
| Classifica (2012) | Posizione massima |
| ----------------- | ----------------- |
| Spagna            | 16                |